# 东富站
东富站位于中国吉林省吉林市舒兰市东富村，建于1960年，为沈阳铁路局管辖的四等站。经过的铁路有吉舒铁路。

## 业务办理
不办理客运业务。货运办理整车货物到发。
1. ↑  GB/T 10302-2010：中华人民共和国铁路车站代码（代替GB/T 10302-1988）．2010年9月2日公布，2010年12月1日实施．中华人民共和国国家质量监督检验检疫总局、中国国家标准化管理委员会: 9．
2. ↑  铁道部电子计算技术中心, 铁道部运输局. . 北京: 中国铁道出版社. 1998: 159. ISBN 9787113030995.